# Nizar Ibrahim

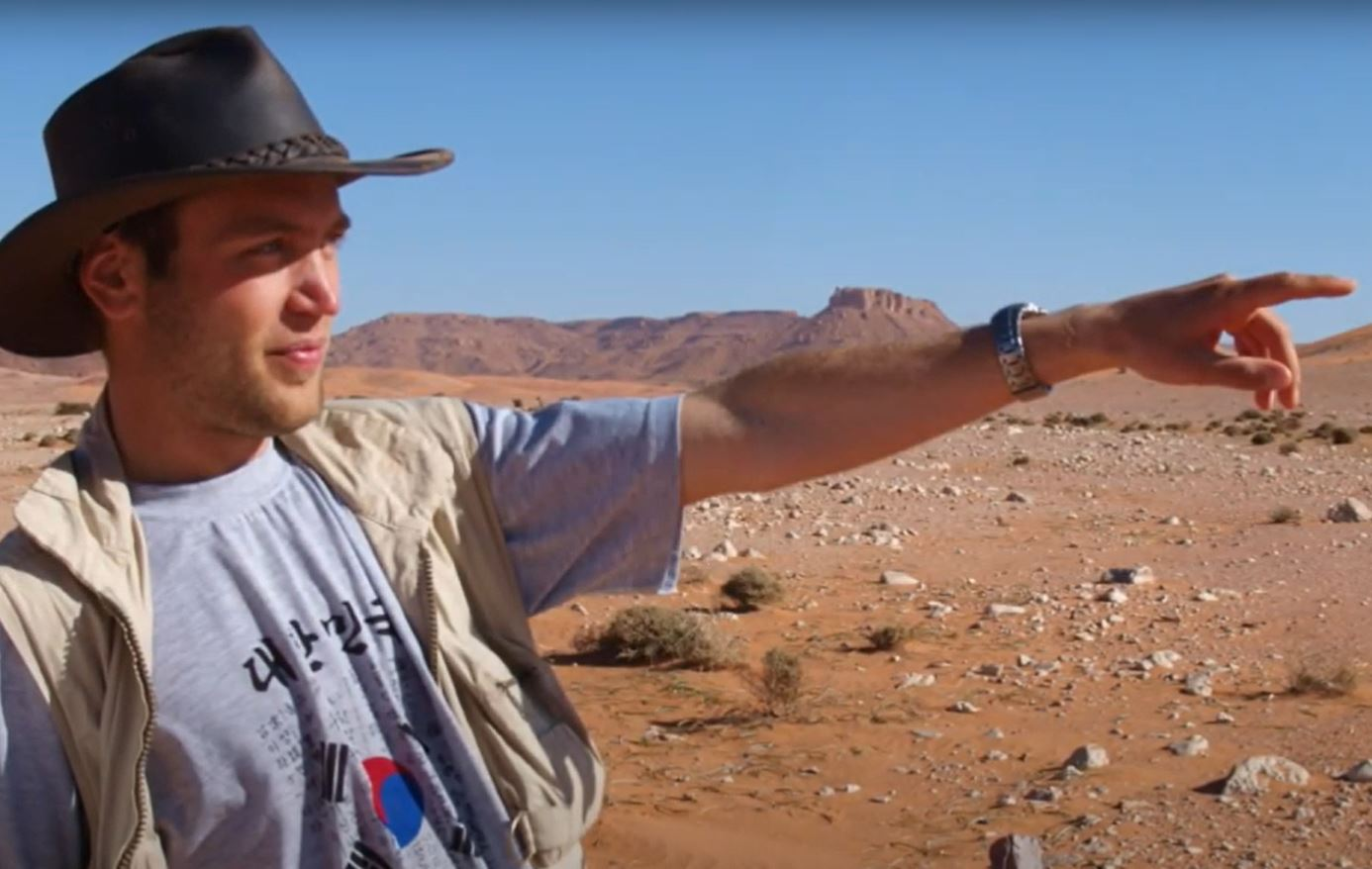
Nizar Ibrahim

Nizar Ibrahim (* 8. September 1982 in West-Berlin) ist ein deutsch-marokkanischer Wirbeltierpaläontologe und Vergleichender Anatom. Er ist derzeit Senior Lecturer an der University of Portsmouth. Ibrahim hat mehrere Expeditionen in die Sahara geleitet. Besonders bekannt ist er für den Fund eines Fossils von Spinosaurus aegyptiacus sowie seine Forschung über die Morphologie und die Lebensgewohnheiten des Tieres. Er tritt regelmäßig mit der Öffentlichkeit in Kontakt und ist Sprecher des National Geographic Speakers Bureau.

## Biografie

### Jugend und Ausbildung
Nizar Ibrahim ist deutscher und marokkanischer Abstammung, sein Großvater war der dritte Premierminister von Marokko, Abdallah Ibrahim. Seit seiner Kindheit begeistert er sich für Tiere und ihre Vielfalt, Anatomie und Evolution. Im Alter von 5 Jahren beschloss er, Paläontologe zu werden, als er ein Buch über Dinosaurier las.
Ibrahim erwarb 2006 einen Bachelor of Science in Geologie und Biologie an der University of Bristol. Im Jahr 2011 promovierte er an der School of Medicine and Medical Science des University College Dublin. Sein Postdoc-Studium absolvierte er vier Jahre lang an der University of Chicago.

### Karriere
Von 2018 bis 2020 war Ibrahim Assistenzprofessor an der University of Detroit Mercy, wo er menschliche Anatomie, Vergleichende Anatomie und Evolution unterrichtete. Ibrahim ist Senior Lecturer an der University of Portsmouth. In Marokko arbeitet er mit einer Reihe marokkanischer Forscher und Studenten an der Hassan II University zusammen. Ibrahim war einer von 21 Personen, die 2015 als TED-Fellow ausgewählt wurden, was ihn zum ersten Paläontologen in der Geschichte des Programms machte. Er hat sich zum Ziel gesetzt, die Paläontologie in Afrika zu fördern.

## Forschung

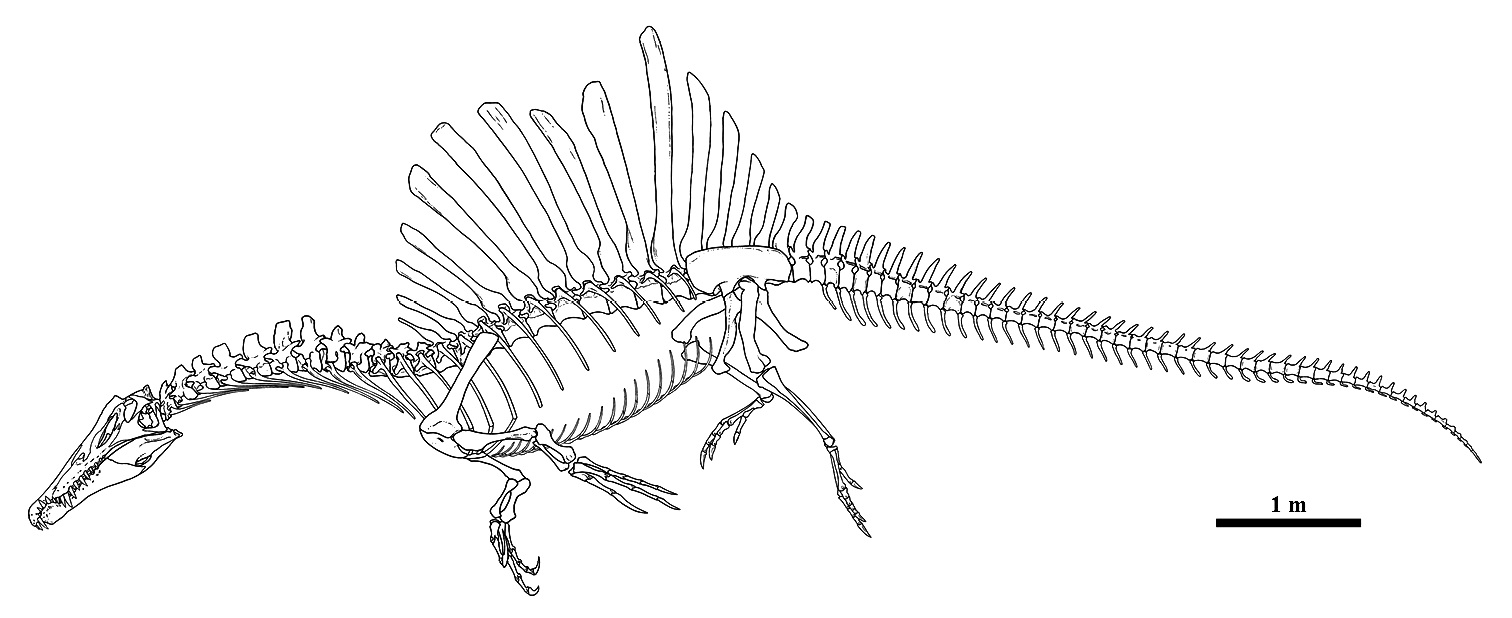
S. aegyptiacus Skelettrekonstruktion in Schwimmhaltung (vor der Entdeckung der Schwanzflosse)

Hauptforschungsgegenstand Ibrahims sind fossile Wirbeltiere aus der Kem-Kem-Gruppe, einschließlich Pterosaurier, Crocodyliformes und Dinosaurier. So beschrieben er und sein Team etwa den Pterosaurier Alanqa saharica.
Größere Bekanntheit erlangte Ibrahim durch die Beschreibung eines unvollständigen Skeletts, das er und sein Team Spinosaurus aegyptiacus zuordneten. Dies war insofern bemerkenswert, als dass im Zuge alliierter Luftangriffe auf München im Zweiten Weltkrieg 1944 alle fossilen Überreste von Spinosaurus verlorengegangen waren und die paläontologische Forschung seitdem lediglich mit Zeichnungen und Fotografien dieser Knochen gearbeitet hatte. Darüber hinaus sorgte in der Forschungswelt für Aufsehen, dass Nizar und sein Team zu dem Schluss kamen, dass Spinosaurus semiaquatisch lebte. Außerdem schlugen er und zwei weitere Forscher vor, Sigilmassasaurus brevicollis mit Spinosaurus aegyptiacus zu synonomisieren.